# Rita ou Rito?
Rita ou Rito é um filme português de 1927, do género média-metragem de ficção, dirigido por Reinaldo Ferreira. Foi distribuído pela Repórter X Film.
O filme explora um caso real ocorrido na cidade de Aveiro, referido na imprensa com o título «Homem ou mulher?». Seria o primeiro filme a abordar a temática travesti.
Estreou no Porto no cinema Salão Jardim da Trindade, a 16 de Julho, e em Lisboa, no cinema Salão Foz, a 6 de Agosto de 1927.

## Sinopse
Rita, nova hóspede e chefe da estação telegráfica e postal, chega ao Palace Hotel de Rio Tinto Maduro. Verifica-se que, afinal, ela não é a Rita, é o Rito que, disfarçado de mulher, é o “querido” da Gabriela. Usa o estratagema para evitar os punhos ferozes do “papazinho” da amada, o coronel Peixe-Espada.

## Elenco
- Alves da Costa.... Rita/Rito
- Fernanda Alves da Costa.... Gabriela
- Alberto Miranda.... Coronel Peixe-Espada
- Alexandre Amores.... Papusse
- Antónia de Sousa.... Doutora Pílulas
- Letícia de Miranda.... Madame Peixe-Espada
- Manuel Silva.... Conde Pastel de Nata